# Dömötör Mészáros
Dömötör Mészáros (Budapest, 27 ottobre 1976) è un pallavolista ungherese.
Gioca nel ruolo di schiacciatore nell'VRCK.

## Carriera
Dömötör esordì nel massimo campionato della sua nazione nel 1998, nelle file del Kaposvar. Con essa consquistò alla fine della stagione campionato e coppa nazionale.
Nel 1999 si trasferì in Italia, acquistato da Padova.
Tornerà a disputare il campionato con la maglia della formazione patavina nelle stagioni 2003-2004 e 2004-2005, dopo due anni giocati a Trento.

Nelle 2 stagioni successive militò nelle file di Montichiari. Alla fine del campionato di Serie A1 2005-2006, dopo la prima stagione nella formazione bresciana, volò in Grecia per disputare con il Paok Salonicco i play-off scudetto.
Nel 2007 si spostò in Russia, giocando prima con il Novy Urengoy, e poi con il Gazprom Yugra Surgut. Ritornò in Italia nel 2009, acquistato dalla prestigiosa società di Modena ma, a causa delle prestazioni altalenanti, interruppe il suo rapporto con i modenesi già il 4 dicembre 2009; andò in Turchia, per giocare nel Arkas Spor Kulübü dove rimase anche la stagione successiva aggiudicandosi la Coppa di Turchia.
Il nuovo ritorno in Italia lo vide indossare la casacca bianco blu della Carige Genova nel campionato di Serie A2 2011-2012.

## Palmarès
- Campionato ungherese: 5

1992-93, 1993-94, 1996-97, 1998-99, 2017-18
- Coppa d'Ungheria: 4

1993-94, 1996-97, 1998-99, 2017-18

- Campionato Turco

2010-11: secondo posto
- Coppa di Turchia:

2010-11

Challenge Cup
2010-11: secondo posto